# سيمون هالد
سيمون هالد (بالدنماركية: Simon Hald Jensen)‏ هو لاعب كرة يد دنماركي في مركز محور ‏، ولد في 28 سبتمبر 1994 في آلبورغ في الدنمارك. لعب مع نادي آلبورغ لكرة اليد ونادي فلنسبورغ هاندفيت لكرة اليد.

## وصلات خارجية
- سيمون هالد على موقع الاتحاد الدولي لكرة اليد (الإنجليزية)
- سيمون هالد على موقع الاتحاد الأوروبي لكرة اليد (الإنجليزية)
- سيمون هالد على موقع الدوري الألماني لكرة اليد (الألمانية)
- سيمون هالد على موقع اللجنة الأولمبية الدولية (الإنجليزية)